# 小行星9925
小行星9925（英語：9925）是一颗围绕太阳公转的小行星。1981年3月2日，舒爾特·巴斯在赛丁泉山发现了此天体。
这颗小行星的绝对星等为65.00888054394674等。